# مرير بابلي
مرير بابلي أو حوذان واسمه العلمي (Picris babylonica) وهي عشبه حولية من الفصيلة النجمية.

## الوصف
يصل طول الحوذان إلى 30 سم، أوراقه ذات لون أخضر غامق وحوافا مسننه وأزهاره صفراء اللون وفي وسطها دائره سوداء، يزهر الحوذان خلال فصل الربيع ما بين شهر فبراير ومارس. يتواجد في البيئات الرملية من الأودية وبرك المياه في شبه الجزيرة العربية.